# Île Damas (Chili)
Pour les articles homonymes, voir Damas (homonymie) et Île Damas.
L’île Damas est une des trois îles qui font partie de la réserve nationale Pingüino de Humboldt, dans la région de Coquimbo, au Chili. Elle possède deux plages, La Poza et Las Tijeras, avec du sable blanc et des eaux vert émeraude, utilisées pour la pratique de la plongée. Ses îles voisines sont Choros et Chañaral, mais Damas est la seule sur laquelle il est possible de débarquer et qui a un petit secteur pour camper.
L’île a une superficie de 60,3 hectares.

## Étymologie
Isla Damas signifie « île Dames » en espagnol. Elle doit son nom à une curieuse formation rocheuse, la plus haute est visible à mesure qu'on s'approche d'elle depuis le ponton de pointe de Choros. La roche ressemble au profil d'une femme allongée contre l'île.

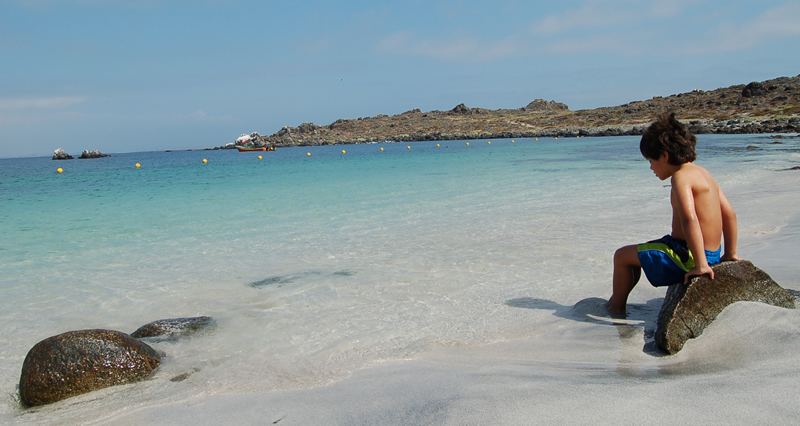
Vue d’une plage de l’île.

## Faune
Parmi les oiseaux on note la présence du cormoran, du manchot de Humboldt et du Fou varié. 
La faune mammifère est composée principalement de loups de mer, du Grand dauphin et de la Loutre marine.

### Articles connexes

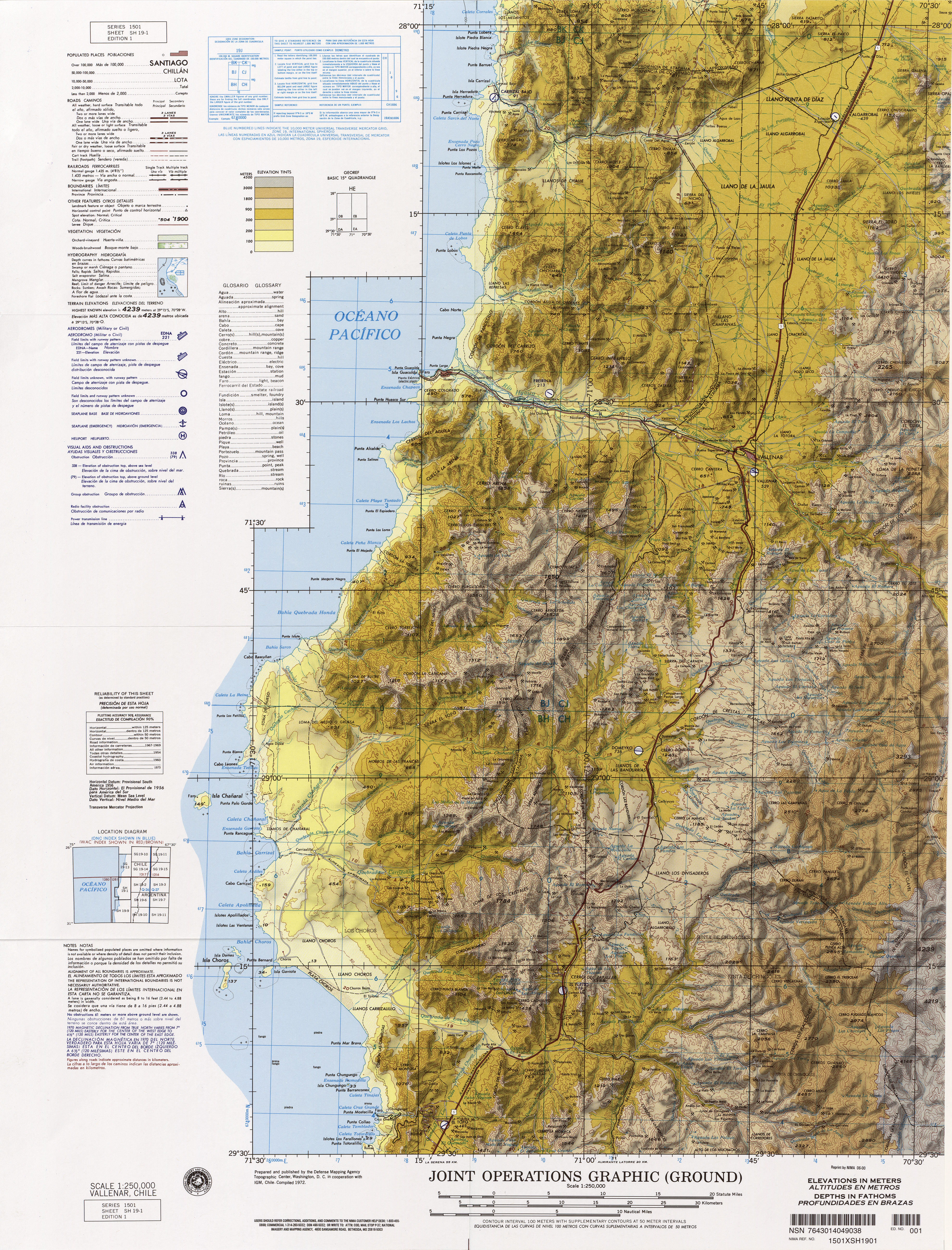
L’île Damas, en bas à gauche